# Economia dell'Impero romano

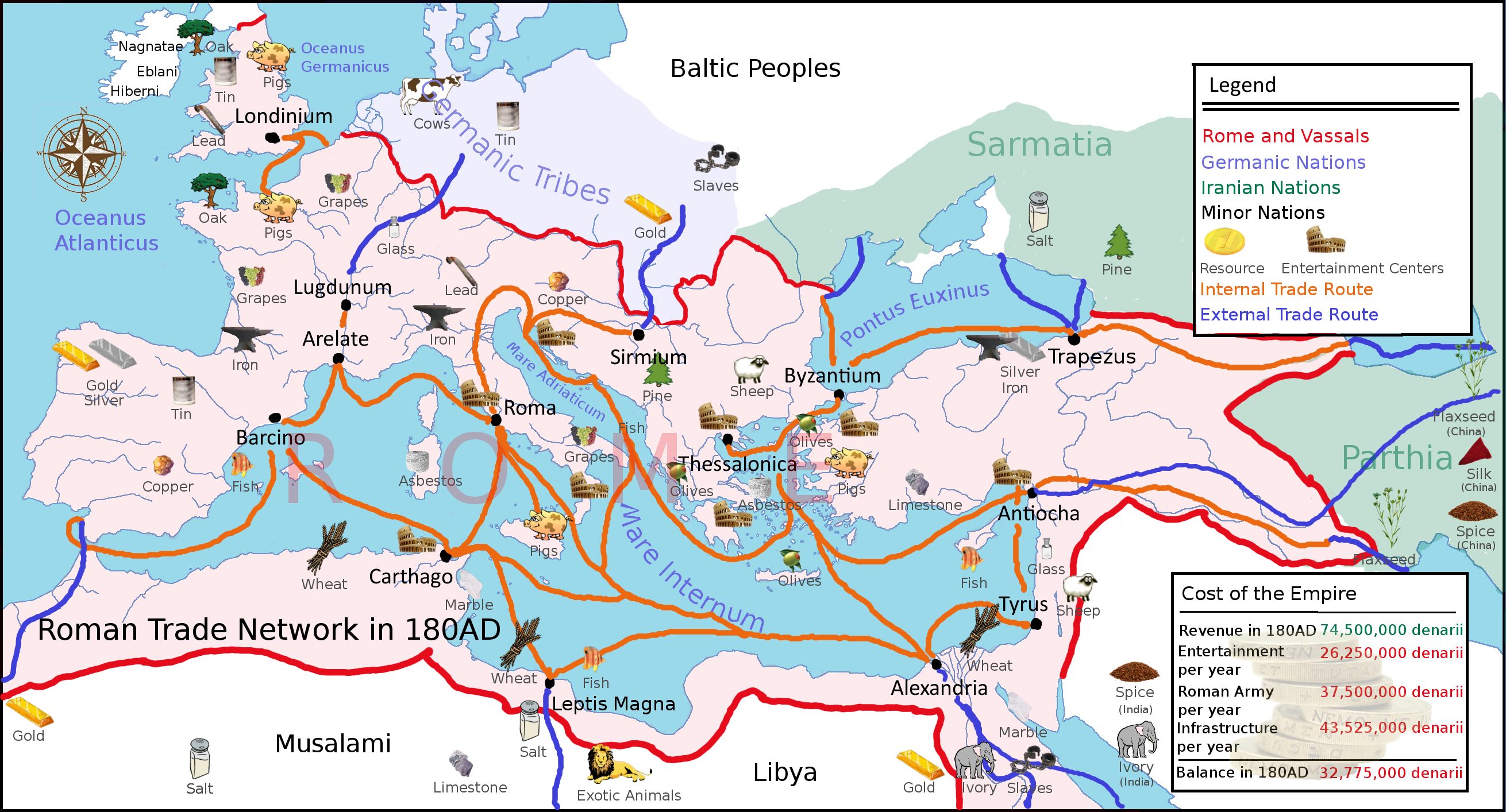
Le vie del commercio romano attorno alla fine del II secolo.

Nei primi due secoli dell'Impero romano lo sviluppo dell'economia si era basato essenzialmente sulle conquiste militari, che avevano procurato terre da distribuire ai legionari oppure ai ricchi senatori, merci da commerciare e inoltre schiavi da sfruttare in lavori a costo zero. Per questo motivo l'economia appariva prospera ("secolo d'oro"). In realtà restava in una condizione di stagnazione, che divenne decadenza (declino della produzione agricola e contrazione dei grandi flussi commerciali) con la conclusione della fase delle grandi guerre di conquista (116 d.C., conquista romana di Ctesifonte, capitale dell'impero partico).
L'Impero romano, infatti, da un lato si dimostrò incapace di realizzare uno sviluppo economico endogeno (non dipendente dalle conquiste) e dall'altro di ovviare all'aumento dei costi della spesa pubblica (la vera radice della crisi fu l'incremento del costo dell'esercito e della burocrazia) con un sistema fiscale più efficiente che oppressivo. La grave crisi che ne conseguì ne provocò gradualmente la decadenza, fino ad arrivare nel V secolo d.C. alla caduta della parte occidentale ad opera di popolazioni germaniche.

## Economia dell'Alto Impero (I-II secolo d.C.)

### Roma e l'esercito, centri di consumo
Gran parte dell'economia dell'età imperiale era caratterizzata dall'afflusso di derrate alimentari e merci provenienti dalle varie province verso l'esercito permanente e la capitale Roma, che rimase sempre essenzialmente la città dei consumi (eccettuata qualche fabbrica di manufatti).
Nell'Urbe all'inizio dell'epoca imperiale abitavano, infatti, centinaia di migliaia di ex contadini e piccoli proprietari terrieri che avevano finito per abbandonare le proprie terre a causa del prolungato servizio nelle legioni, che aveva impedito loro di continuare a lavorare con profitto i piccoli appezzamenti di terreno che possedevano.  Tale moltitudine di persone era diventata, ormai, una massa di manovra dei capi politici più ambiziosi, che cercavano di ottenerne il favore o di mitigarne il risentimento attraverso le pubbliche elargizioni di grano (panem).  Al tempo del proprio splendore Roma, popolata da circa un milione di persone (di cui un terzo erano schiavi), giunse ad importare fino a 3,5 milioni di quintali di frumento ogni anno, per l'epoca quantità astronomica: almeno tra le 200 e le 300 000 persone vivevano grazie alle distribuzioni gratuite di frumento (ed in un secondo tempo, di pane, olio di oliva, vino e carne di maiale), quindi, calcolando le famiglie degli aventi diritto, si può sostenere che tra un terzo e la metà della popolazione dell'Urbe vivesse a carico dello Stato (la chiamavano la "plebe frumentaria").
La gestione del complesso dei servizi finalizzati al vettovagliamento di Roma era affidata a una magistratura apposita, la prefettura dell'annona, riservata a una persona di rango equestre, che era una delle cariche più importanti dell'amministrazione imperiale. L'immensa quantità di frumento importato da Roma proveniva da una pluralità di province: Sicilia, Sardegna, province asiatiche e africane, ma il perno dell'approvvigionamento era costituito dall'Egitto, che soddisfaceva oltre metà del fabbisogno. L'olio veniva, invece, fatto affluire dalla Betica (l'attuale Andalusia), mentre il vino dalla Gallia. Passati i secoli di splendore, Roma diventerà un peso sempre più opprimente per l'economia dell'Impero. Svetonio racconta di un episodio curioso legato al vino ed al suo prezzo ai tempi dell'imperatore Augusto:
(Svetonio, Augustus, 42.)
Si potrebbe sostenere che tutta l'organizzazione politica dell'Impero era modulata sulla duplice esigenza di rifornire di frumento la capitale e le legioni di stanza ai confini. Anche l'esercito permanente, infatti, rappresentava un incentivo importante per la produzione e la circolazione di beni: oltre ad assorbire gran parte del bilancio dell'Impero (come vedremo in seguito), con le sue esigenze e la capacità di spesa dei soldati attirava grandi quantità di derrate e manufatti dalle coste del Mediterraneo, dove si trovavano i maggiori centri di produzione, verso le frontiere.

### Agricoltura: latifondismo e decadenza della produttività
Con la scomparsa nella tarda età repubblicana della classe dei piccoli proprietari terrieri (i contadini-soldati che avevano contribuito all'espansione di Roma fino al II secolo a.C.), costretti ad abbandonare i propri poderi a causa da un lato delle esigenze del servizio militare prolungato, dall'altro dell'impossibilità di competere con i latifondi dei ricchi proprietari terrieri che potevano sfruttare la manodopera servile a costo zero, la produzione agricola nel corso dell'età imperiale si concentrò sempre di più nei latifondi (presenti soprattutto nell'Italia meridionale) e nelle villae rusticae (presenti in particolare nell'Italia centrale), in cui il lavoro degli schiavi era organizzato in modo altamente efficace proprio per realizzare prodotti in eccesso da vendere poi nei mercati urbani. Il futuro decadimento dell'economia imperiale fu conseguenza anche della graduale decadenza dell'agricoltura, che pian piano perse la capacità di rifornire i mercati cittadini.
Le cure dello Stato, infatti, andavano più che alle campagne alle città, dove risiedevano anche i proprietari terrieri, che usavano le ville di campagna solo per le vacanze. Del resto, poiché l'agricoltura consentiva minori guadagni del commercio e del prestito ad usura, i grandi latifondisti erano poco invogliati ad investire denaro per migliorare la produttività delle proprie terre Così, alla crisi in età repubblicana della piccola e media proprietà agricola schiacciata dai debiti e dalla concorrenza, si aggiunse in età imperiale anche il declino produttivo del latifondo.
Molte terre furono abbandonate anche per i crescenti costi degli schiavi, ormai rari dopo la conclusione dell'espansionismo e delle grandi guerre di conquista. La crisi dello schiavismo (premi di produzione e trattamento più umano non incentivarono la produttività da parte degli schiavi)  aveva reso più competitiva la manodopera libera, ma le condizioni offerte dai padroni erano pur sempre assai dure, con il risultato che molti contadini liberi preferivano una vita parassitaria ed incerta ai margini delle città al lavoro nei campi sicuro, ma faticoso e mal remunerato.

### Commercio: espansione dei traffici ed importazione di prodotti di lusso

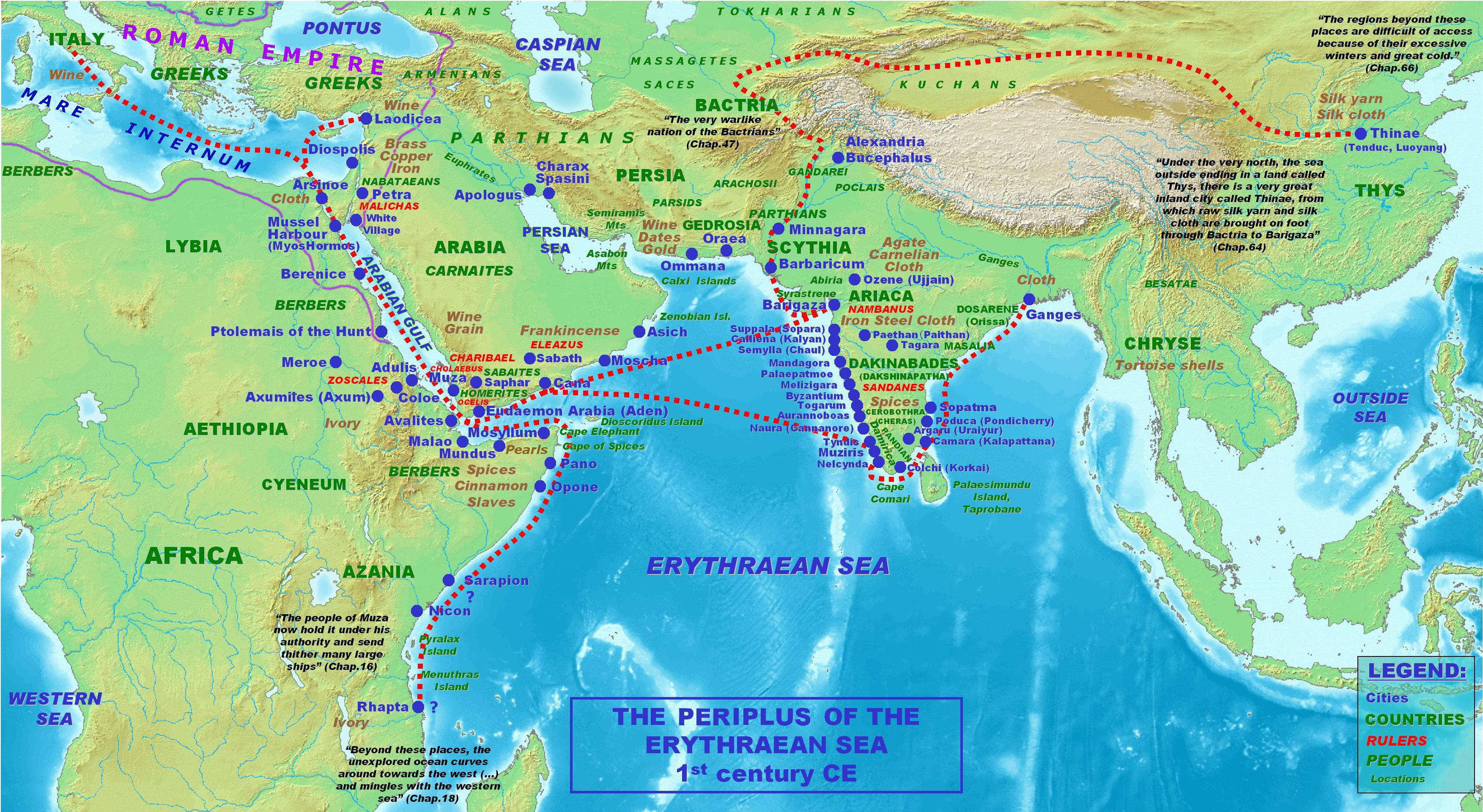
Commercio romano con l'India secondo il Periplus maris erythraei, I secolo

Nella prima età imperiale l'impulso fornito dalla forte urbanizzazione e la sicurezza delle linee di traffico favorirono l'espansione del commercio terrestre e marittimo: a Roma, per esempio, si moltiplicarono le botteghe, le aziende commerciali all'ingrosso e al dettaglio, i depositi, i magazzini, le corporazioni di artigiani e trasportatori. I traffici commerciali si spinsero fino alle coste del Baltico, in Arabia, India e Cina per importare prodotti di lusso e di prestigio a prezzi astronomici (al valore della merce andava infatti aggiunto il costo elevatissimo dei trasporti e una lunga serie di dazi e pedaggi). Per quanto non paragonabile con i concetti moderni, ci fu un costante legame di importazione tramite rotte carovaniere ed il commercio marittimo con le regioni orientali, in particolare l'India e la penisola Arabica, da dove arrivavano incenso, profumi, perle, gemme, spezie, sete, carni e pesci rari, frutta esotica, ebano, unguenti.
L'emorragia di monete in metallo prezioso per l'acquisto dei prodotti di lusso finirà, però, per provocare nei secoli successivi gravi conseguenze a livello di bilancio commerciale.
Tra i prodotti industriali più diffusi tra la popolazione dell'Impero romano c'erano invece le ceramiche fini da mensa (ceramica sigillata), realizzate inizialmente in Italia (in particolare ad Arezzo). La produzione toscana verrà poi soppiantata nel corso del I secolo d.C. da quella gallica e, infine, africana.

### Squilibri fra le province
Nella prima età imperiale continuò il primato dell'Italia sulle province, favorito da Augusto, che più di ogni altro fu prodigo di privilegi e attenzioni per la penisola. Ma sotto i suoi successori la situazione si modificò profondamente: la progressiva emancipazione delle province portò a un regime di libera concorrenza, che favorì i paesi ricchi di materie prime, mettendo in crisi le regioni più povere di risorse, costrette a importare merci pagate a caro prezzo a causa del costo elevato dei trasporti e delle serie di dazi e pedaggi che si pagavano ovunque. L'Italia e la Grecia decaddero, questa in quanto povera di risorse, la prima perché abituata da secoli a vivere di rendita sul tributo delle province e quindi poco stimolata alla competitività. Ad avvantaggiarsi furono la Gallia, che poteva contare su un'abbondante produzione agricola (vino, grano, olio, frutta, ortaggi) e numerose manifatture (vasellame, statue, gioielli, tessuti), e le province orientali, ricche di materie prime e di manodopera a basso costo, che consentirono loro un notevole sviluppo commerciale ed industriale.

### Incremento della spesa pubblica e svalutazione della moneta
Il gigantesco apparato imperiale comportava costi crescenti. Augusto aveva diviso l'Impero in province senatorie i cui tributi finivano nell'erario (l'antica cassa dello Stato), a sostenere le spese correnti di quell'istituzione, ed in province imperiali, le cui entrate alimentavano il fiscus, la cassa privata dell'imperatore, cui toccavano gli oneri più gravosi, rappresentati dall'esercito, dalla burocrazia e dalle sovvenzioni alla plebe urbana (distribuzioni di frumento o denaro, congiaria) per evitare rivolte. Sotto i successori di Augusto si ingenerò confusione tra erario e fisco, a tutto vantaggio di quest'ultimo. Inoltre, per l'esercito era prevista una cassa apposita, l'erario militare (aerarium militare), in cui si accantonavano i fondi per il pagamento dell'indennità ai soldati congedati. Il costo dell'esercito fu aggravato inoltre dall'uso invalso da Claudio in poi di gratificare i soldati con un donativo per assicurarsene la fedeltà al momento dell'ascesa al trono e in situazioni delicate. Se aggiungiamo alle spese necessarie e inevitabili gli sprechi nella gestione della corte, si capisce come lo stato delle finanze fosse in genere alquanto precario. La decisione di Augusto di consolidare l'Impero, assicurandogli confini naturalmente sicuri e compattezza interna, invece che di estendere le frontiere, dipese anche dal fatto che l'imperatore si era reso conto che le risorse erano limitate e non in grado di sostenere eccessivi sforzi espansionistici..
I successori, infatti, non si discostarono molto dalla linea augustea, a parte Traiano che portò l'Impero alla sua massima estensione anche per assicurarsi le miniere d'oro della Dacia ed il controllo delle vie carovaniere dell'Oriente: il beneficio fu comunque solo momentaneo. Alla lunga, la conclusione della politica espansionistica che fece mancare le usuali risorse del bottino di guerra, la diminuzione della moneta circolante (la produzione delle miniere era inferiore alla richiesta di metalli preziosi), la scarsità e quindi l'aumento del prezzo di mercato degli schiavi, resero le spese sempre più insostenibili, mentre la pressione fiscale si rivelava inefficace. Lo Stato conosceva un solo mezzo di intervento che non aumentava ulteriormente la pressione fiscale: la svalutazione della moneta, tramite la riduzione di peso delle monete (il primo ad operare in tal senso fu Nerone, al fine di poter meglio sostenere la sua personale politica di prestigio e di grandi spese). La conseguenza, evidente in tutta la sua drammaticità nel corso del Tardo Impero, sarà un'inflazione galoppante.
L'impatto dei costi di un esercito tanto vasto come quello romano (da Augusto ai Severi) sull'economia imperiale può misurarsi, seppure in modo approssimativo, come segue:
| Data     | Impero popolazione | Impero PIL (milioni di denarii)(a) | Costo dell'esercito (milioni di denarii)(a) | Costo dell'esercito (% del PIL) |
| -------- | ------------------ | ---------------------------------- | ------------------------------------------- | ------------------------------- |
| 14 d.C.  | 46 milioni         | 5.000                              | 123                                         | 2.5%                            |
| 150 d.C. | 61 milioni         | 6.800(b)                           | 194(c)                                      | 2.9%                            |
| 215 d.C. | 50 milioni(d)      | 5.435(b)                           | 223(c)                                      | 4.1%                            |

Note:

(a) Valori costanti al 14 d.C. espressi in denarii, slegati da aumenti della paga militare per compensare la svalutazione monetaria

(b) nell'ipotesi di una crescita trascurabile del PIL pro capite (normale per un'economia agricola)

(c) Duncan-Jones: costi degli anni 14-84, inflazionati dall'aumento dell'esercito, ipotizzando anche bonus pagati agli ausiliari dopo l'84

(d) ipotesi di un declino del 22.5% nella popolazione, dovuto alla peste antonina degli anni 165-180 (media tra il 15 ed il 30%)
 
Il costo dell'intero esercito crebbe moderatamente come % del PIL tra il 14 ed il 150 d.C., malgrado un incremento degli effettivi di circa il 50%: da 255.000 armati circa del 23 a 383.000 sotto Adriano, fino ad arrivare alla morte di Settimio Severo nel 211 a 442.000 soldati circa, questo perché la popolazione dell'impero, e quindi il PIL totale, aumentò sensibilmente (+35% ca.). Successivamente la percentuale del PIL dovuta alle spese per l'esercito crebbe di quasi la metà, sebbene l'aumento degli effettivi dell'esercito fu solo del 15% ca. (dal 150 al 215). Ciò fu dovuto principalmente alla peste antonina, che gli storici epidemiologici hanno stimato aver ridotto la popolazione dell'impero tra il 15% ed il 30%. Tuttavia, anche nel 215 i Romani spendevano una percentuale sul PIL simile a quella che oggi spende la difesa dell'unica superpotenza globale, gli Stati Uniti d'America, (pari al 3,5% del PIL nel 2003). Ma l'effettivo onere dei contribuenti, in un'economia pressoché agricola con una produzione in eccedenza veramente limitata (l'80% della popolazione imperiale dipendeva da un'agricoltura di sussistenza ed un ulteriore 10% dal reddito di sussistenza), era certamente molto più gravoso. Infatti, uno studio sulle imposte imperiali in Egitto, la provincia di gran lunga meglio documentata, ha stabilito che il gravame era piuttosto pesante.
Le spese militari costituivano quindi il 75% ca. del bilancio totale statale, in quanto poca era la spesa "sociale", mentre tutto il resto era utilizzato in progetti di prestigiose costruzioni a Roma e nelle province; a ciò si aggiungeva un sussidio in grano per coloro che risultavano disoccupati, oltre ad aiuti al proletariato di Roma (congiaria) e sussidi alle famiglie italiche (simile ai moderni assegni familiari) per incoraggiarle a generare più figli. Augusto istituì questa politica, distribuendo 250 denari per ogni bambino nato. Altri sussidi ulteriori furono poi introdotti per le famiglie italiche (Institutio Alimentaria) dall'imperatore Traiano.

### Economia e società: mobilità sociale
Mentre la società repubblicana fu caratterizzata dalla rigidità dell'oligarchia senatoria nel difendere i propri privilegi, la società imperiale si rivelò più mobile e aperta, favorendo l'emergere di un'ampia classe media e l'affermazione di un ceto professionale e burocratico (professionisti, ufficiali, funzionari imperiali, impiegati), proveniente in particolare dall'ordine equestre. Ma furono soprattutto i liberti, ovvero gli schiavi affrancati, a compiere le più sorprendenti carriere (del resto erano fedelissimi all'ex padrone, al quale dovevano tutto: la libertà e il potere) nella burocrazia imperiale. Nella prospera società del "secolo d'oro" (II secolo d.C.) dell'Impero, caratterizzata per lo più da pace e grandi opere pubbliche (strade, ponti, acquedotti, fognature, templi, fori, basiliche, curie, terme, anfiteatri, portici, giardini, fontane, archi di trionfo), persistevano comunque fortissime disuguaglianze, visibili soprattutto nelle città, dove alla minoranza di ricchi, abitanti in case di lusso (domus) e dediti all'opulenza fastosa, si contrapponeva la massa di piccoli borghesi (impiegati, militari, artigiani, insegnanti, piccoli negozianti, giudici) e soprattutto di proletari che si stipavano in casermoni (insulae) a rischio di incendi e crolli ed erano costretti a sopravvivere tra fame e malattie infettive (le condizioni igieniche nei quartieri-dormitorio erano fortemente inadeguate).

## Economia del Tardo Impero (III-V secolo d.C.)
A parte una breve ripresa all'inizio del IV secolo d.C., frutto del ritorno all'ordine politico con Diocleziano e Costantino dopo il disastroso periodo dell'anarchia militare del III secolo d.C., per il resto il quadro economico del Tardo Impero fu caratterizzato, soprattutto nella parte occidentale, da una lunga e progressiva decadenza ed agonia a livello di produzione agricola e di traffici commerciali, che insieme al calo demografico (dovuto a guerre, carestie ed epidemie) ed alla crisi delle città porterà gradualmente ad un sistema economico chiuso ed autarchico, ovvero il sistema economico curtense dell'Alto Medioevo.

### Agricoltura: crisi della produzione, spopolamento delle campagne e colonato
La crisi produttiva, i cui sintomi si erano già evidenziati durante l'Alto Impero, si manifestò in tutta la sua virulenza dal III secolo d.C. in poi con l'accentuarsi dell'instabilità politica. Le guerre civili e le scorrerie barbariche finirono per devastare anche le regioni più fertili e le campagne cominciarono a spopolarsi (fenomeno degli agri deserti), anche perché i piccoli proprietari terrieri, che già non se la passavano bene, dovevano affrontare da una parte i costi dovuti al mantenimento di interi eserciti che transitavano sui loro territori, dall'altra un peso fiscale diventato sempre più intollerabile (basti pensare all'introduzione da parte di Diocleziano della iugatio-capitatio).
L'introduzione del colonato (i latifondi furono suddivisi in piccoli lotti, affidati a coltivatori o coloni provenienti dalla categoria degli schiavi o dei braccianti salariati, che si impegnavano a cedere una quota del prodotto al padrone e a non abbandonare il fondo)  permise di recuperare alla produzione terreni prima trascurati: lo schiavo era incentivato ad accettare questa condizione giuridica perché aveva qualcosa in proprio per nutrire sé e la famiglia (evitando anche il rischio dello smembramento del nucleo familiare per vendite separate), il lavoratore libero invece ebbe di che vivere, anche se dovette rinunciare a gran parte della propria autonomia perché obbligato a prestare i propri servizi secondo le esigenze del latifondista che gli aveva affidato in affitto la propria terra. Tuttavia, nemmeno il colonato risolse la crisi dell'agricoltura.
Molta gente, infatti, disperata ed esasperata dalle guerre e dagli eccessi della tassazione, si diede al brigantaggio (in Gallia i contadini ribelli furono detti bagaudi, in Africa nacque il movimento dei circoncellioni), taglieggiando viandanti e possidenti ed intercettando i rifornimenti, con grave aumento del danno per l'economia. Come se non bastasse, ricomparvero malaria e peste (tenute sotto controllo nell'Alto Impero), che infierirono su popolazioni ormai indebolite dalle guerre e dalle endemiche carestie. Il risultato fu una grave crisi demografica, che colpì non solo le campagne, ma anche le città, dove erano confluiti i contadini fuggiti dai campi.

### Commercio: disavanzo commerciale, crisi dei traffici ed inflazione

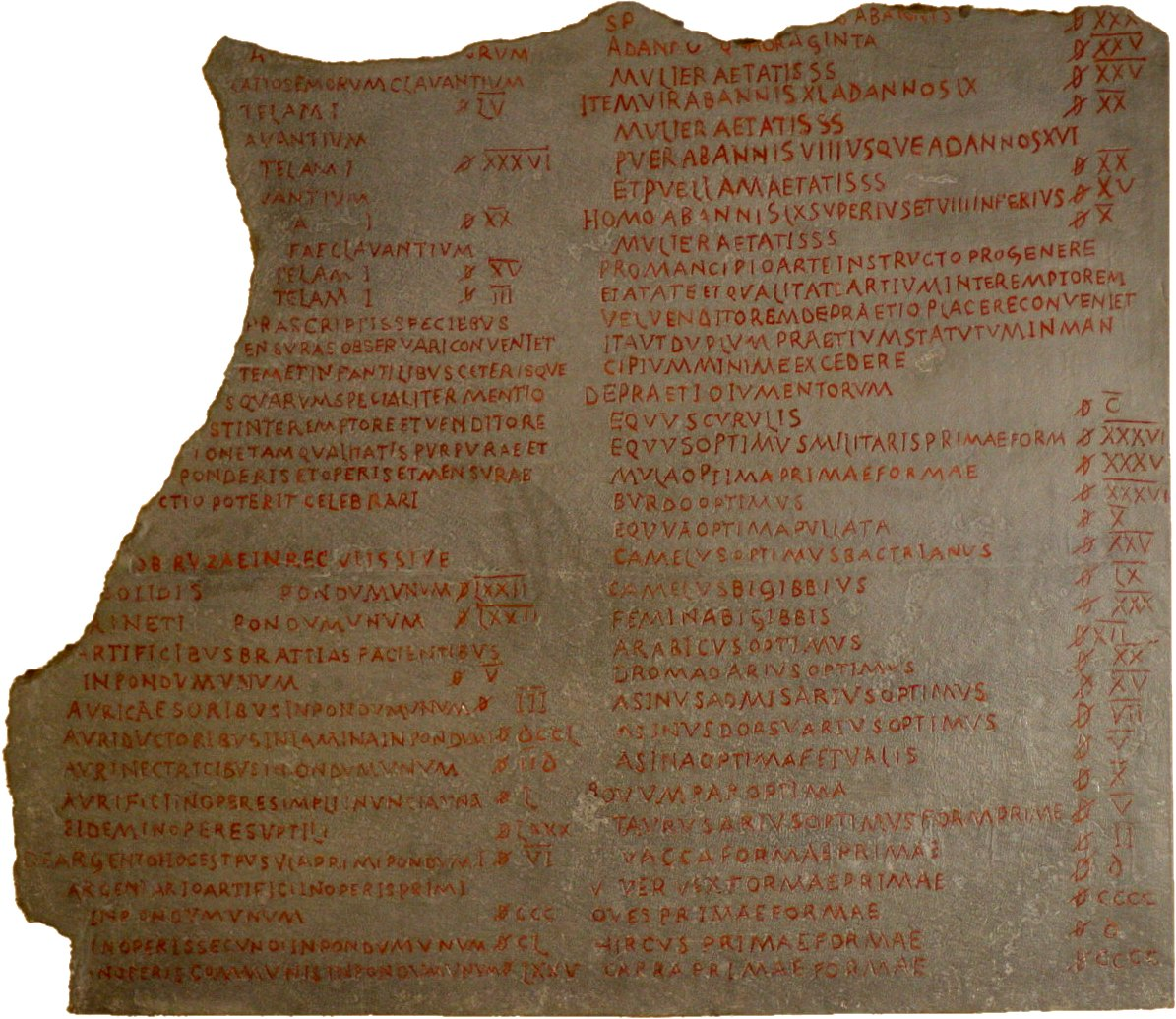
Lapide con parte del testo dell'editto sui prezzi massimi di Diocleziano, al Pergamonmuseum di Berlino.

Dato che nei primi secoli dell'età imperiale l'acquisto di enormi quantità di prodotti di lusso provenienti dalle regioni asiatiche era stato regolato con monete, soprattutto d'argento (monete romane sono state trovate anche in regioni molto lontane), la continua fuoriuscita di metallo prezioso (non bilanciata dalla produzione delle miniere, visto che i giacimenti erano ormai in esaurimento dopo secoli di sfruttamento) finì per determinare nel Tardo Impero una rarefazione dell'oro e dell'argento all'interno dei confini imperiali, accelerando così la perversa spirale di diminuzione della quantità effettiva di metallo prezioso nelle monete coniate dai vari imperatori.
Il fenomeno della svalutazione monetaria, già praticato dagli imperatori nel corso dell'Alto Impero per diminuire la spesa pubblica reale, proprio negli anni settanta del III secolo cominciò a causare bruschi aumenti nell'inflazione (accentuata dalla rarefazione delle merci, dovuta all'insicurezza diffusa nei traffici e nella produzione) e maldestri tentativi di porvi rimedio: l'imperatore Diocleziano prima nel 286 tentò di stabilizzare la moneta coniando una buona moneta d'oro, l'aureus, che tuttavia sparì subito dalla circolazione (venne tesaurizzata o fusa, in quanto non c'era fiducia nella stabilizzazione del mercato),  poi nel 301 decise di imporre un calmiere (Editto sui prezzi massimi), che venne però subito eluso dalla speculazione (un fenomeno che adesso chiameremmo "mercato nero"). Un esempio dell'esplosione dei prezzi ce lo fornisce indirettamente Eberhard Horst:
(Eberhard Horst, Costantino il Grande, Milano 1987, p.25.)
Un secondo fattore che comportò la crisi commerciale, invece, furono le continue incursioni barbariche e lo sviluppo del brigantaggio, che provocarono gradualmente la chiusura dei circuiti commerciali mediterranei, a loro volta tendenti a circoscriversi progressivamente in aree più ristrette.
Si arrivò, così, a ripristinare gli scambi e le tasse in natura e in natura si pagavano i soldati, mediante l'erario militare. Ma il problema è che cominciavano a scarseggiare anche le risorse naturali, a causa della crisi dell'agricoltura.
La frammentazione politica seguita alle invasioni barbariche del V secolo d.C. provocò, infine, la definitiva rottura delle relazioni commerciali all'interno del Mediterraneo, che contribuì ad accelerare il rapido abbassamento delle condizioni di vita ed il netto calo demografico nella parte occidentale dell'Impero.

### Crisi delle città
La forte instabilità politica, i saccheggi delle soldataglie romane (nel corso delle guerre civili) o barbariche, la stasi produttiva e l'insicurezza dei traffici impoverirono nel corso del Tardo Impero i ceti medi cittadini (artigiani e commercianti), i quali dovevano far fronte anche alla necessità di sfamare le moltitudini di contadini immigrati in città dalle campagne in seguito alla crisi dell'agricoltura. Nei primi secoli l'Impero era riuscito a sopperire in parte a questa esigenza grazie all'evergetismo dei notabili, ma di fronte alla crisi furono proprio le distribuzioni gratuite di denaro o generi alimentari ad essere tagliate. Da Costantino in poi si preferì fare beneficenza alla Chiesa, che nel V secolo d.C. ormai si era sostituita alle istituzioni statali nelle opere di carità, se non nell'amministrazione di gran parte delle città dell'Impero romano d'Occidente.
I senatori latifondisti ed i ricchi imprenditori (banchieri, armatori, alti funzionari), che avevano privilegi esorbitanti e vivevano di rendita in un lusso sfarzoso, cominciarono a preferire la vita in campagna a quella in città. Nei loro stessi latifondi cominciarono a concentrarsi attività industriali ed artigianali, capaci di renderli autosufficienti (la conseguenza fu un'ulteriore riduzione delle opportunità di lavoro per i ceti medi cittadini, già in difficoltà per la crisi dei traffici commerciali) e, nel caos generale che anticipò la caduta dell'Impero romano d'Occidente, cominciarono a provvedere da sé alla tutela delle loro proprietà, assoldando eserciti privati (i cosiddetti buccellarii). Lo Stato finì per affidare loro quei compiti che non era più in grado di assolvere, come la riscossione delle tasse dei coloni e dei contadini rimasti liberi nei villaggi, che si affidavano ormai a loro per la protezione delle proprie famiglie (fenomeno del patronato): su queste basi si svilupperà la signoria feudale nel Medioevo.

### Economia e società: fiscalità oppressiva, professioni coatte e disuguaglianza giuridica
Il costo crescente dell'esercito nel Tardo Impero (erano necessari continui aumenti di stipendio ed elargizioni per tenerlo quieto) e le spese della corte e della burocrazia (aumentata anch'essa in quanto al governo servivano sempre più controllori che combattessero l'evasione fiscale ed applicassero le leggi nella vastità dell'Impero), non potendo più ricorrere troppo alla svalutazione monetaria che aveva causato tassi d'inflazione incredibili, si riversarono, soprattutto tra il III ed il IV secolo (quando le dimensioni dell'esercito furono vicine ai 500.000 uomini in armi, se non di più), sulle imposte con un intollerabile peso fiscale (riforma fiscale di Diocleziano attraverso l'introduzione della iugatio-capitatio nelle campagne e altre imposizioni fiscali per i centri urbani).
Dato che i nullatenenti non avevano niente ed i ricchi contavano su appoggi e corruzione chi ne pagò il costo furono il ceto medio (piccoli proprietari terrieri, artigiani, trasportatori, mercanti) e gli amministratori locali (decurioni), tenuti a rispondere in proprio della quota di tasse fissata dallo Stato (indizione) a carico della comunità per evitare l'evasione fiscale. L'evergetismo, che era un munifico e magnifico vanto, diventò sempre più una obbligazione imposta dal governo centrale. Le cariche pubbliche, che in precedenza erano ambite, significavano nel Tardo Impero gravami e rovina. Per arrestare la fuga dal decurionato, dalle professioni e dalle campagne, che divenne generale proprio con l'inasprimento della pressione fiscale tra il III ed il IV secolo d.C., lo Stato vincolò ciascun lavoratore e i suoi discendenti al lavoro svolto fino ad allora, vietando l'abbandono del posto occupato (fenomeno delle "professioni coatte", che nelle campagne finirà per dare avvio, attraverso il colonato, a quella che nel Medioevo verrà chiamata "servitù della gleba"). L'avanzamento sociale (possibile solo con la carriera militare, burocratica o ecclesiale)  non derivava dalla competizione sui mercati, bensì dai favori provenienti dall'alto. È comprensibile, a questo punto, che molti considerassero l'arrivo dei barbari non tanto una minaccia, quanto una liberazione. Ormai si era scavato un solco profondo tra uno Stato sempre più invadente e prepotente (soprusi dell'esercito e della burocrazia) e la società. Lo Stato che nel V secolo crollò sotto l'urto dei barbari era uno Stato ormai privo di consenso.
Quando le popolazioni germaniche occuparono i territori dell'Impero d'Occidente, si trovarono di fronte una società profondamente divisa tra una minoranza di privilegiati e una massa di povera gente. La distanza sociale prima esistente tra lavoratori liberi e schiavi si era, infatti, ridotta notevolmente con l'istituzione del colonato: entrambi erano dipendenti nella stessa misura dal ricco proprietario del fondo agricolo. Anche questo fenomeno, quindi, contribuì alla biforcazione della società nelle due principali categorie sociali del Tardo Impero, profondamente differenti non solo per il censo (poveri e ricchi), ma anche per le condizioni giuridiche (con il fenomeno delle professioni coatte, infatti, la distanza economica tra classi ricche e classi povere divenne anche una distinzione di diritto, fissata dalla legge): gli "inferiori" (humiliores), cui appartenevano la massa dei coloni e dei proletari urbani, e i "rispettabili" (honestiores), cui appartenevano i grandi proprietari terrieri ed i vertici della burocrazia militare e civile. Solo agli humiliores erano riservate le punizioni più dure ed infamanti, come la fustigazione e la pena di morte.

### Maggiore ricchezza dell'Impero romano d'Oriente
Quando nel IV secolo d.C. (324) Costantino trasformò Bisanzio in una nuova capitale, Roma cessò di essere il centro economico dell'impero. La nuova Roma, chiamata Costantinopoli, fu dal punto di vista economico molto più vivace della prima. Non solo luogo del consumo, ma autentica capitale dei traffici e delle produzioni, mantenne questo ruolo, sia pure tra infinite vicissitudini, per un periodo di più di mille anni, fino alla caduta per mano turca nel 1453. Più in generale, nell'Impero romano d'Oriente il sistema produttivo era ancora efficiente, gli scambi commerciali più vivaci, ed il declino delle città molto meno accentuato che in Occidente (l'eccezione era rappresentata dalle città della Grecia, ormai impoverite da lunghi secoli di decadenza ed incapaci di riprendersi del tutto dopo i saccheggi dei Goti e dei Sarmati nel III secolo d.C.). L'economia urbana si reggeva sulla prosperità delle campagne, dove opportune misure garantirono la sopravvivenza della piccola proprietà (soprattutto in Anatolia, Siria, Palestina ed Egitto) contro l'estendersi dei latifondi, con notevoli vantaggi per la produzione e la demografia (oltre a Costantinopoli, vale la pena citare fra le città più popolose Antiochia, Alessandria d'Egitto e Nicomedia).
La disponibilità di moneta era poi garantita dalle esportazioni e sorresse l'artigianato e la piccola industria, gestiti o controllati dallo Stato. Furono così superate le difficoltà derivanti dall'alto costo dei trasporti e dalla stasi dei commerci durante i frequenti conflitti. Lo Stato non riuscì invece a risolvere il male tipico del Tardo Impero: l'eccessivo fiscalismo per le spese dell'esercito e della burocrazia. In ogni caso, l'Impero romano d'Oriente o Impero bizantino riuscì a resistere meglio agli assalti dei barbari, perché più ricco di uomini e di risorse, meglio difendibile e meglio organizzato sul piano politico (autocrazia e centralismo bizantini: l'imperatore d'Oriente si considerava il vicario di Dio in terra, il che lo poneva al vertice non solo della gerarchia civile, ma anche di quella ecclesiastica).
Nella parte occidentale dell'Impero, invece, la situazione economica durante il Tardo Impero era molto peggiore. L'Occidente era più lontano dalle grandi correnti commerciali del resto del mondo, il ceto medio contadino era stato distrutto e la struttura sociale si era polarizzata tra ricchissimi e poverissimi, i ceti medi urbani erano meno fitti e meno influenti. Nella Gallia e nella Rezia, soggette a frequenti scorrerie barbariche, lo spopolamento e le devastazioni delle campagne furono molto più accentuate che in altre province. In Spagna la produzione di olio andò sempre più diminuendo, mentre le grandi miniere chiusero del tutto già verso la fine del IV secolo. La Pannonia da un lato poteva contare su vivaci mercati dovuti alla presenza dei soldati-consumatori delle legioni sul limes danubiano, dall'altra era spesso devastata dalle incursioni germano-sarmatiche, che precedettero l'invasione degli Unni. La Britannia non fu sfiorata dalla crisi del III secolo (nelle campagne attorno a Londinium sorsero ricche residenze rurali in quel periodo), ma tra IV e V secolo crollò del tutto sotto l'urto delle invasioni degli Angli e dei Sassoni. Tra le province della sezione occidentale quella più prospera fu sicuramente l'Africa proconsolare, la cui maggiore ricchezza derivava dalla ingente produzione d'olio nei latifondi (la metà delle terre apparteneva a una decina di grandi latifondisti): Cartagine rimase a lungo la terza città dell'Impero, dopo Roma e Costantinopoli.
Ma alla fine anche l'Africa non riuscì a resistere alle scorrerie dei beduini del deserto e all'invasione dei Vandali. L'Italia, infine, ormai da tempo non rappresentava più la regione più ricca dell'Impero, ancor prima delle invasioni barbariche del V secolo: la popolazione era drammaticamente calata e vaste terre erano state abbandonate già nel III secolo, a causa non solo delle incursioni barbariche, ma anche e soprattutto dei conflitti interni. A Ostia giungevano ancora intere flotte cariche di generi alimentari che l'Annona distribuiva alle plebi affamate e turbolente di Roma, ma ormai l'Urbe non era più il centro dell'Impero: la sede imperiale già sul finire del III secolo si era infatti trasferita in città strategicamente più importanti, come Treviri e Milano prima, Ravenna poi. Infine, le popolazioni occidentali erano più abituate di quelle orientali all'autonomia e all'autogoverno (favorito anche dal municipalismo romano) e proprio questa caratteristica finì per aumentare le distanze tra il governo centrale e la società, favorendo la disgregazione dell'Impero romano d'Occidente nel V secolo e conducendo all'emergere del feudalesimo medievale.